# ホテル1-2-3
株式会社ホテル1-2-3パートナーズ（ホテルワンツースリーパートナーズ）は、広島県広島市中区に本社を置くホテルチェーンである。

## 特徴
1人利用よりも2人利用、2人利用よりも3人利用が宿泊料金が安くなるシステムがあり、そのシステムがホテル名（1-2-3 ワン・ツー・スリー）の由来である。

## 沿革
- 1997年3月 - 株式会社ホテルシステム研究所により設立。
- 2005年4月 - 直営14店舗を含む30店舗を展開するも借入金の大幅な増加と新規展開直営店の業績の予測以下の低迷により財務状況が悪化。東京地方裁判所に民事再生法の適用を申請、経営破綻。多くのホテルがグループを離れる。
- 2005年12月 - 株式会社レイコフ、株式会社ホテルシステムズの下で株式会社ホテル1-2-3として再開。
- 2008年3月 - 親会社の株式会社レイコフが民事再生法の適用を申請。（のち破産手続きに移行）
- 2008年5月7日 - 株式会社ホテルシステムズおよび株式会社ホテル1-2-3が破産を申請。
- 2008年7月23日 - 株式会社ホテル1-2-3パートナーズを設立、この会社とグループ企業が運営することになった。

## ホテル一覧
- ホテル1-2-3高崎（群馬県高崎市）
- ホテル1-2-3前橋マーキュリー（群馬県前橋市・旧伊東園ホテルズ傘下前橋マーキュリーホテル）
- ホテル1-2-3甲府信玄温泉（山梨県甲府市・旧スカイプラザホテル）
- ホテル1-2-3島田（静岡県島田市）
- ホテル1-2-3神戸（兵庫県神戸市中央区・旧 ハイパーホテル1-2-3神戸）
- ホテル1-2-3倉敷（岡山県倉敷市・旧倉敷プラザホテル）
- ホテル1-2-3福山（広島県福山市・旧ハイパーホテル1-2-3福山）
- ホテル1-2-3小倉（福岡県北九州市小倉北区・旧 コクラセントラルイン）

## 過去に運営していたホテル

### 2005年、ホテルシステム研究所が破綻した際にグループ脱退
- ホテル1-2-3小樽（北海道小樽市・現ホテルヴィブラントオタル）
- ホテル1-2-3松本（長野県松本市・現 トーコーシティホテル松本）
- ホテル1-2-3F&B松本（長野県松本市・現スマイルホテル松本・旧ホテルサンルート松本・片倉工業と合弁）
- ホテル1-2-3掛川（静岡県掛川市・現ホテルたいほうイン掛川）
- ホテル1-2-3松江（島根県松江市・現グリーンリッチホテル松江駅前）

### 株式会社ホテル1-2-3になってから撤退
- ホテル1-2-3秋田御所野（秋田県秋田市・2008年3月撤退）
- ホテル1-2-3相模原（神奈川県相模原市・撤退時期不明）
- ホテル1-2-3大阪船場（大阪府大阪市中央区・旧センバシティホテル・撤退時期不明）
- ホテル1-2-3よろづや（長野県松本市・旧ホテルよろづや・撤退時期不明）
- ホテル1-2-3釧路（北海道釧路市・旧ホテルノースシティ・撤退時期不明）
- ホテル1-2-3天王寺（大阪府大阪市天王寺区・旧 ハイパーホテル天王寺・撤退時期不明）
- ホテル1-2-3堺（大阪府堺市堺区・旧ビジネスホテル堺イン・撤退時期不明）
- ホテル1-2-3名古屋丸の内（愛知県名古屋市中区・旧名古屋セントラルホテル・2021年12月撤退）

## 関連会社
- 株式会社ウラノス（高崎、前橋、甲府、神戸を運営）
- 株式会社エム・シー（倉敷、福山、小倉を運営）